# Суслов, Феликс Павлович
Фе́ликс Па́влович Су́слов (24 декабря 1927 — 16 мая 2023) — советский и российский специалист в области лёгкой атлетики, учёный, педагог, тренер. Мастер спорта СССР. Заслуженный тренер Казахской ССР. Профессор Российской государственной академии физической культуры. Доктор педагогических наук.

## Биография
Феликс Суслов родился 24 декабря 1927 года.
Занимался лёгкой атлетикой в конце 1940-х — начале 1950-х годов, дважды становился призёром первенств СССР, был рекордсменом СССР в эстафетах. Проходил подготовку под руководством заслуженного тренера СССР Николая Георгиевича Озолина.
В 1951 году выполнил норматив мастера спорта СССР, окончил Государственный центральный институт физической культуры, где впоследствии в течение многих лет работал преподавателем на кафедре теории и методики физического воспитания.
По окончании университета проявил себя на тренерском поприще, работал тренером в Казахстане. В 1969—1974 годах занимал должность старшего тренера сборной СССР, в частности руководил подготовкой советских бегунов на средние дистанции на Олимпийских играх в Мюнхене, в 1977—1982 годах тренировал юношескую и юниорскую команды СССР в беге на средние дистанции. Подготовил ряд спортсменов высокого класса, в том числе был личным тренером мастера спорта международного класса Леонида Микитенко, бронзового призёра чемпионата Европы в беге на 10 000 метров, многократного чемпиона СССР. Другой его воспитанник Василий Савинков — так же чемпион СССР, участник Олимпийских игр. За подготовку этих спортсменов удостоен почётного звания «Заслуженный тренер Казахской ССР».
Внёс значительный вклад в разработку теории и методики спорта, лёгкой атлетики, разработал систему спортивной тренировки в условиях среднегорья. Автор более 250 опубликованных научных работ: монография «С чего начинается бег» (1974), «Бег на средние и длинные дистанции» (1982, соавтор), «Юный легкоатлет» (1984, соавтор), «Подготовка юных бегунов» (1987, соавтор), «Подготовка сильнейших бегунов мира» (1990, соавтор), «Толковый словарь спортивных терминов» (1993; составитель и соавтор), «Современная система спортивной подготовки» (1995, редактор и соавтор); учебные пособия «Теория и методика спорта» (1997, редактор и соавтор), «Лёгкая атлетика для юношества» (1999, соавтор). Две монографии по проблемам тренировки сильнейших бегунов мира изданы в Бразилии (1995, 1996, соавтор).
Доктор педагогических наук (1984). Профессор (1986). Среди его учеников 3 доктора и 27 кандидатов наук.
Действительный член Международной академии информатизации (1996).